# Korntrikk

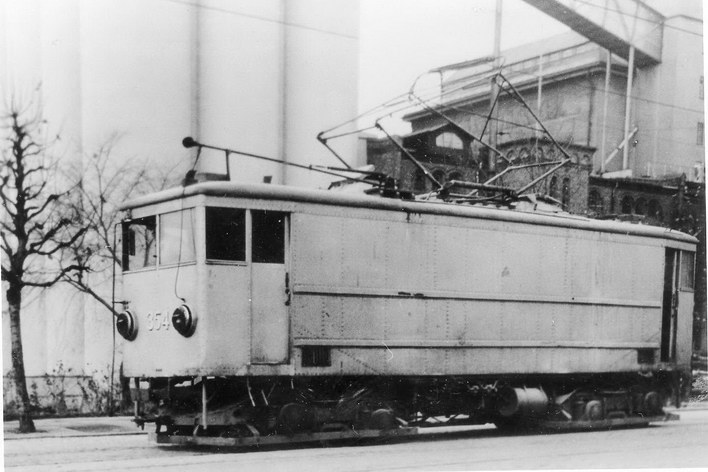
Korntrikk an der Bjølsen Valsemølle um 1945

Die Korntrikk – auch Korntrikken, deutsch „Kornstraßenbahn“ – war eine zum Frachttransport genutzte Straßenbahn in der norwegischen Hauptstadt Oslo. 
Die „Kornstraßenbahn“ transportierte Getreide vom Kornhafen auf der Vippetangen zu zwei Mühlenbetrieben in den Osloer Stadtvierteln Grünerløkka und Sandaker.

## Geschichte

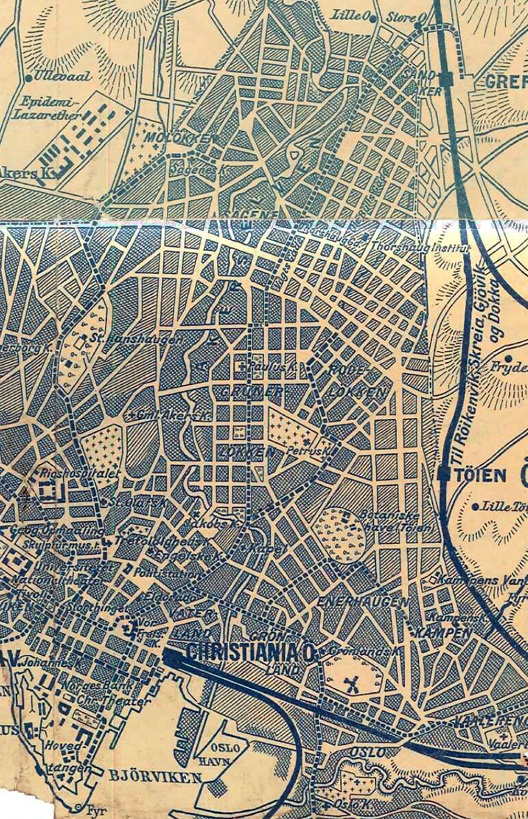
Verlauf der Korntrikk: Von Vippetangen, unten links auf der Karte (gestrichelte Linie) nach Nordosten, Abzweig Mitte des oberen Drittels der Karte von gestrichelter Linie nach links

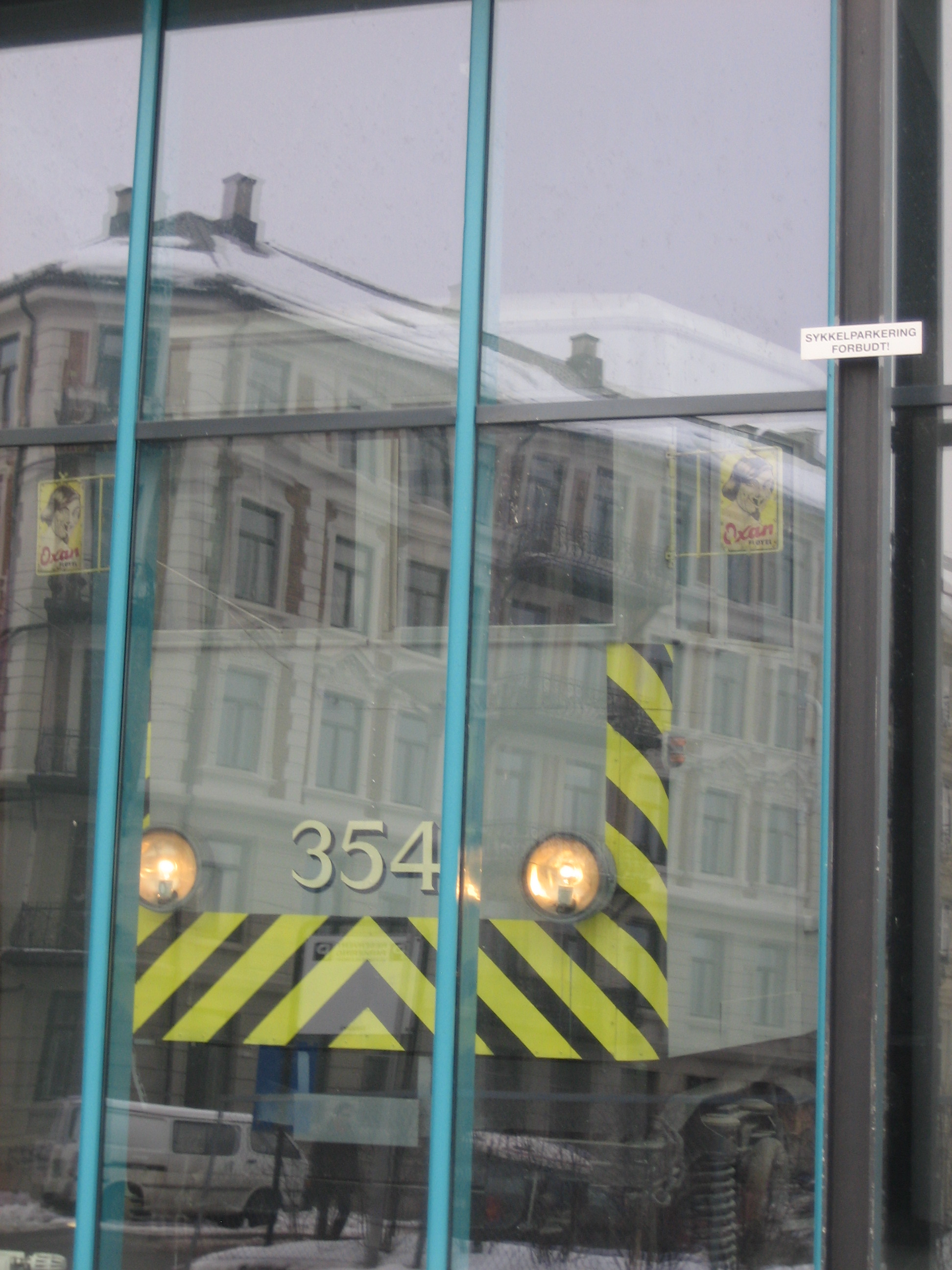
Nachbau der Front einer Korntrikk in einem ehemaligen Silogebäude

Die Güterstraßenbahn-Verbindung wurde im Jahr 1918 eingerichtet. Zunächst nutzte man vier umgebaute Straßenbahnwagen mit einer möglichen Zuladung von 5 to. Last, sowie drei Anhänger, welche für eine Zuladung von ca. 8 to. Last ausgelegt waren. Im Jahr 1932 wurden zwei speziell für den Kornstransport gebaute Fahrzeuge angeschafft und eingesetzt, welche über rund 20 to. Nutzlast verfügten. Im regulären Betrieb, der unter den Betriebsnummer K-355 und K-354 geführten Fahrzeuge, konnten so täglich ca. 320 to. Korn befördert werden.
Nachdem anfänglich ausschließlich der Mühlenbetrieb Bjølsen Valsemølle im Stadtteil Sandaker über eine 5,6 km lange Strecke angefahren wurde, wurde 1953 zusätzlich ein Abzweig bis zum Mühlenbetrieb Nedre Foss Mølle eingerichtet. Die Strecke vom Hafen hierher betrug etwa 3,3 km.
Am 15. Februar 1967 wurde der Betrieb der Korntrikk eingestellt, als im Zuge des Hafenumbaus und der Erweiterung der Kaianlagen die Trasse der Bahn für den neuen Fährterminal benötigt wurde. Fortan übernahmen LKW die Versorgung. Die Nedre Foss Mølle wurde im Jahr 1986 stillgelegt, während die Bjølsen Valsemølle bis heute an ihrem Standort produziert.
Alle Fahrzeug wurden nach Einstellung des Betriebes verschrottet, so dass man lediglich in einem zu einem Studentenwohnheim umgebauten Kornspeicher auf dem Gelände der ehemaligen Nedre Foss Mølle den Nachbau der Frontpartie einer Korntrikk besichtigen kann.
Als Besonderheit wiesen alle Fahrzeuge der Korntrikk auf dem Dach einen zusätzlichen, seitlich versetzten Stromabnehmer auf, welcher es zuließ, dass sie beim Befahren des Kornspeichers mittig, von oben befüllt werden konnten. Ein mittig geführter Fahrdraht hätte dies verhindert.